# کوسه‌لر
کوسه لر، روستایی از توابع بخش مرکزی شهرستان ایجرود در استان زنجان ایران است.

## جمعیت
این روستا در دهستان ایجرود بالا قرار دارد و براساس سرشماری مرکز آمار ایران در سال ۱۳۸۵، جمعیت آن ۶۳۴ نفر (۱۲۶خانوار) بوده‌است.